# Tommy Flockett
Thomas William Flockett (17 tháng 7 năm 1927 – 12 tháng 7 năm 1997) là một cầu thủ bóng đá người Anh thi đấu cho Spennymoor United, Chesterfield và Bradford City.